# Langar Khaneh-ye Kalan
Langar Khaneh-ye Kalan é uma cidade do Afeganistão, localizada na província de Balkh.